# Regeringen Múte Bourup Egede I
Regeringen Múte Bourup Egede I var Grønlands regering fra 23. april 2021 til 4. april 2022. Regeringen var en to-partis regering med Inuit Ataqatigiit og Naleraq som med tilsammen 16 ud Inatsisartuts 31 medlemmer lige akkurat havde flertal. Atassut var støtteparti indtil november 2021 hvor partiet trak deres støtte. Demokraatit og Siumut var i opposition i hele regeringens levetid.

## Baggrund
Inuit Ataqatigiit (IA) blev med 12 mandater vinderen af Inatsisartut-valget 6. april  2021, og partiformand Múte B. Egede indledte forhandlinger med de øvrige partier i Inatsisartut om et nyt Naalakkersuisut. Centralt i forhandlingerne var spørgsmålet om uranudvinding i Kuannersuit (Kvanefjeld) samt forbedring af levevilkårene i Grønland, begge emner som var vigtige i valgkampen før valget.
16. april 2021 blev IA og Naleraq enige om koaltionsaftale som gav 8 pladser i Naalakkersuisut til IA og 2 pladseri Naalakkersuisut samt formandsposten i Inatsisartut til Naleraq. Múte B. Egede blev ny formand for Naalakkersuisut, mens Hans Enoksen blev formand for Inatsisartut. Koalitionsaftalen indeholder bl.a. et forbud mod udvinding af uran, en skattereform med henblik på bedre levevilkår, flere almennyttige boliger, et mere bæredygtigt fiskeri og udbygning af vandkraften. Det nye Naalakkersuisut blev godkendt af et flertal i Inatsisartut og tiltrådte 23. april 2021.

## Landsstyremedlemmer
| Ressortområde                                                                         | Minister | Minister              | Tiltrådt posten    | Forlod posten      | Parti             |
| ------------------------------------------------------------------------------------- | -------- | --------------------- | ------------------ | ------------------ | ----------------- |
| Landsstyreformand                                                                     |          | Múte Bourup Egede     | 23. april 2021     | 27. september 2021 | Inuit Ataqatigiit |
| Landsstyreformand med ansvar for udenrigsanliggender og klima                         |          | Múte Bourup Egede     | 27. september 2021 | 4. april 2022      | Inuit Ataqatigiit |
| Naalakkersuisoq for finanser og indenrigsanliggender                                  |          | Asii Chemnitz Narup   | 23. april 2021     | 23. november 2021  | Inuit Ataqatigiit |
| Naalakkersuisoq for erhverv, handel, udenrigsanliggende og klima                      |          | Pele Broberg          | 23. april 2021     | 27. september 2021 | Naleraq           |
| Naalakkersuisoq for erhverv og handel                                                 |          | Pele Broberg          | 27. september 2021 | 4. april 2022      | Naleraq           |
| Naalakkersuisoq for fiskeri og fangst                                                 |          | Aqqaluaq B. Egede     | 23. april 2021     | 4. april 2022      | Inuit Ataqatigiit |
| Naalakkersuisoq for socialanliggender og arbejdsmarked                                |          | Mimi Karlsen          | 23. april 2021     | 23. november 2021  | Inuit Ataqatigiit |
| Naalakkersuisoq for indenrigsanliggender, socialanliggender og arbejdsmarked          |          | Mimi Karlsen          | 23. november 2021  | 4. april 2022      | Inuit Ataqatigiit |
| Naalakkersuisoq for uddannelse, kultur, sport og kirke                                |          | Peter Olsen           | 23. april 2021     | 4. april 2022      | Inuit Ataqatigiit |
| Naalakkersuisoq for sundhed                                                           |          | Kirsten L. Fencker    | 23. april 2021     | 4. april 2022      | Naleraq           |
| Naalakkersuisoq for landbrug, selvforsyning, energi og miljø                          |          | Kalistat Lund         | 23. april 2021     | 4. april 2022      | Inuit Ataqatigiit |
| Naalakkersuisoq for boliger, infrastruktur, råstoffer og ligestilling                 |          | Naaja H. Nathanielsen | 23. april 2021     | 7. august 2021     | Inuit Ataqatigiit |
| Naalakkersuisoq for boliger, infrastruktur, justitsområdet, råstoffer og ligestilling |          | Naaja H. Nathanielsen | 7. august 2021     | 23. november 2021  | Inuit Ataqatigiit |
| Naalakkersuisoq for finanser, råstoffer, ligestilling og justitsområdet               |          | Naaja H. Nathanielsen | 23. november 2021  | 4. april 2022      | Inuit Ataqatigiit |
| Naalakkersuisoq for børn, unge, familie og justitsområdet                             |          | Eqaluk Høegh          | 23. april 2021     | 7. august 2021     | Inuit Ataqatigiit |
| Naalakkersuisoq for børn, unge og familie                                             |          | Eqaluk Høegh          | 7. august 2021     | 27. august 2021    | Inuit Ataqatigiit |
| Naalakkersuisoq for børn, unge og familie                                             |          | Mimi Karlsen          | 27. august 2021    | 27. september 2021 | Inuit Ataqatigiit |
| Naalakkersuisoq for børn, unge og familie                                             |          | Paneeraq Olsen        | 27. september 2021 | 4. april 2022      | Naleraq           |
| Naalakkersuisoq for boliger og infrastruktur                                          |          | Mariane Paviasen      | 23. november 2021  | 4. april 2022      | Inuit Ataqatigiit |

Kilde: Startsammensætning: KNR. For senere ændringer, se næste afsnit.

### Regeringsrokader
- 7. august 2021 blev justitsområdet flyttet fra Eqaluk Høegh til Naaja Nathanielsen.[8]
- 27. august 2021 trak Eqaluk Høegh sig fra posten som Naalakkersuisoq for børn, unge og familier af helbredsmæssige årsager. Ansvarsområdet blev midlertidig varetaget af Naalakkersuisoq for sociale anliggender og arbejdsmarked Mimi Karlsen[9][10]
- 27. september 2021 blev områderne udenrigsanliggender og klima overført fra Pele Broberg til Naalakkersuisoq-formand Múte B. Egede. Broberg beholdt områderne handel og erhverv. Ændringen kommer efter Broberg ugen forinden havde udtalt til Berlingske at kun personer med inuit-baggrund skulle være stemmeberettigede ved en afstemning om grønlandsk selvstændighed. Udtalelsen fik regeringens støtteparti Atassut til at miste tilliden til Broberg og ønske rokaden. Ved samme lejlighed blev Paneeraq Olsen (Naleraq) ny Naalakkersuisoq for børn, unge og familier efter Mimi Karlsen som midlertidig havde varetaget posten siden 27. august.[11]
- 23. november 2021 trak Asii Chemnitz Narup sig som naalakkersuisoq for finanser og indenrigsanliggender fordi Tilsynsrådet havde udtalt kritik af boligsag fra hendes tid som borgmester i Sermersooq Kommune.[12][13] Naaja H. Nathanielsen overtog finansområdet og Mimi Karlsen overtog indenrigsområdet. Boliger og infrastruktur blev samtidig flyttet fra Nathanielsen til Mariane Paviasen som blev ny naalakkersuisoq.[14]

## Opløsning
4. april 2022 brød samarbejdet mellem IA og Naleraq sammen, og Naalakkersuisutformand Múte Bourup Egede meddelte at Naleraq ikke længere skulle deltage i regeringen. Der havde været uenigheder gennem noget tid, og tre sager er nævnt som afgørende for bruddet: Naleraq nægtede at stemme for en finanslov med afgift på hellefisk som var fisket kystnært. Naleraq ville ikke støtte et forslag om brugerbetaling af havne. Den sidste sag var da Pele Broberg i et interview sagde at kun folk med inuit-baggrund skulle kunne stemme ved en fremtidig afstemning om selvstændighed, hvilket førte til Brobergs fyring som udenrigsminister. Dagen efter dannede IA en ny flertalsnaalakkersuisut med Siumut.